# Invasion de la Province de Jing par Lü Meng
Guerres de la fin de la dynastie Han
L'invasion de la Province de Jing par Lü Meng(chinois simplifié : 吕蒙攻取荆州之战 ; chinois traditionnel : 呂蒙攻取荊州之戰 ; pinyin : Lǚ Méng Gōngqǔ Jīngzhōu Zhī Zhàn), qui a lieu en 219, à la fin de la dynastie Han, oppose les seigneurs de guerre Liu Bei et Sun Quan. Les troupes de Sun Quan, commandées par le général Lü Meng, envahissent la partie de la province de Jing qui est contrôlée par Liu Bei et défendue par le général Guan Yu, qui est alors plus au nord, en train d'attaquer les territoires du seigneur de guerre Cao Cao. Meng réussit à s'emparer de la quasi-totalité des terres de Bei dans cette province et à capturer Yu, alors que ce dernier se replie après avoir été vaincu par les troupes de Cao lors de la bataille de Fancheng. Cette victoire de Sun Quan marque la fin de l'alliance entre ce dernier et Liu Bei et est la cause directe du déclenchement de la bataille de Xiaoting.

## Situation avant la bataille
En 219, Guan Yu quitte la Province de Jing avec ses troupes, pour attaquer la forteresse de Fancheng, qui appartient au seigneur de guerre Cao Cao et est défendue par Cao Ren, le cousin de ce dernier. Pris par surprise, Cao Ren se retrouve assiégé dans Fancheng par Guan Yu et la situation s'enlise rapidement. Sima Yi, un des conseillers de Cao Cao, envoie un émissaire auprès de Sun Quan pour essayer de nouer une alliance avec ce dernier. Yi propose à Quan d'envoyer ses troupes attaquer les arrières de Guan Yu pour l'obliger à lever le siège de Fancheng. En retour, Quan recevra la région de Jiangnan comme butin de guerre.
Dans un premier temps, Sun Quan ne donne pas suite aux propositions de Sima Yi et envoie un émissaire à Guan Yu pour organiser un mariage entre un de ses fils et une des filles de Yu, probablement Guan Yinping. Guan Yu rejette la proposition de mariage et insulte l’émissaire, ce qui exaspère Sun Quan. Pire encore, durant le 10e mois de l’année lunaire, comme Guan Yu commence à manquer de provisions, il décide d'envoyer des soldats attaquer un des entrepôts de vivres de Sun Quan pour refaire ses stocks. Lorsqu’il apprend cette nouvelle, les dernières hésitations de Sun Quan disparaissent et il accepte la proposition de Sima Yi. Son général Lü Meng lui soumet alors un plan pour s'emparer des territoires de Liu Bei dans la province de Jing, que Sun Quan approuve sans délai.
Lü Meng est alors le commandant des troupes de Sun Quan stationnées à Lukou (陸口), près de la frontière avec les territoires de Liu Bei. Meng commence par prétendre être malade et reçoit l'ordre de retourner à la capitale, tandis que Lu Xun est envoyé pour le remplacer comme commandant par intérim à Lukou. Arrivé à la capitale, le faux malade discute de ses projets avec Sun Quan et prépare l'invasion.
Au départ, les troupes stationnées à Lukou sont faibles et peu nombreuses, mais la force d’invasion de Sun Quan augmente graduellement en taille, avec l'arrivée continue et discrète de renforts. Mais étant donné que l’armée est stationnée à Xunyang, derrière la frontière, Guan Yu ne reçoit aucun renseignement lui indiquant l'imminence d'une invasion entrante par l'armée de Sun Quan.

## L'invasion de la province de Jing
Vers le début du mois de décembre 219, les troupes de Sun Quan commencent à marcher vers l'ouest, en direction des territoires de la Province de Jing contrôlée par Liu Bei. l'armée de Quan est organisée comme suit :
- Une flotte commandée par Jiang Qin remonte la rivière Han pour protéger les troupes terrestres contre toute contre-attaque.
- Un détachement commandé par Sun Jiao se rend à la jonction de la rivière Han et du fleuve Yangzi Jiang, pour servir à la fois d’armée de réserve et de défense des lignes de communications contre une éventuelle intervention des troupes de Cao Cao.
- Le gros des troupes, commandé personnellement par Lü Meng, part de Xunyang et remonte le cours du fleuve Yangzi Jiang. Pour éviter d'être repéré, ces soldats se déplacent déguisés en civils et cachés dans des barges.

Grâce à cette ruse, Lü réussit à s'emparer de tous les postes de surveillance établis par Guan Yu lors d'une attaque surprise, avant que les gardes ne puissent donner l'alarme. Cet événement est passé à la postérité sous le nom de "Traverser la rivière en habits civils" (白衣渡江).
Les deux principaux forts chargés de la défense de la région sont ceux de Gong'an et Jiangling, qui sont respectivement gardés par Shi Ren et Mi Fang, deux subordonnés de Guan Yu. Shi Ren et Mi Fang sont, en théorie, chargé d'assurer l'approvisionnement de l'armée de Guan Yu. En réalité, ils n'ont rien fait pour aider leur chef, qui, comme on l'as vu précédemment, en a été réduit à piller les réserves de Sun Quan. Furieux, Guan Yu leur a fait savoir qu'ils seraient punis conformément à la loi militaire, dès son retour. Cela signifie qu'ils seront purement et simplement exécutés. Dès lors, tous deux craignent pour leur vie et Mi Fang décide secrètement de faire défection au profit de Sun Quan. Ainsi, lorsque l’armée de Lü Meng attaque Jiangling, Mi Fang se rend et accueille chaleureusement les troupes de Lü Meng en les laissant entrer dans la ville. Shi Ren lui emboîte rapidement le pas et se rend à son tour, permettant ainsi aux troupes de Lü Meng d’envahir la quasi totalité des territoires de Liu Bei dans la Province de Jing. Lu Xun ne reste pas inactif et s'empare rapidement des Xians de Zigui, Zhijiang et Yidao (夷道).

## Retraite et capture de Guan Yu
Pendant ce temps, la situation avait évolué au nord. En effet, après avoir perdu une première armée de renfort commandée par Yu Jin, Cao Cao a envoyé de nouvelles troupes, sous les ordres de Xu Huang pour porter secours à Cao Ren. Guan Yu est vaincu par l’armée de Xu Huang et est obligé de se retirer vers le sud. C'est là qu'il apprend que la Province de Jing était tombée entre les mains de Lü Meng. Il se met alors en marche pour tenter de reprendre la Province de Jing. De son côté, Lü Meng a bien traité ceux qui se sont rendus, ainsi que les civils de la Province de Jing, et a autorisé les messagers de Guan Yu à rencontrer leurs familles. Voyant que leurs proches sont bien traités, les soldats de l’armée de Guan Yu, déjà en partie démoralisés par leur défaite, perdent toute envie de combattre et sont plus enclins à se rendre qu'à attaquer leurs adversaires. Très vite, les désertions massives se multiplient et Guan Yu se retrouve obligé de se terrer à Maicheng (麥城), d'où il essaye de trouver un moyen de fuir pour retourner dans la province de Yi, qui est toujours contrôlée par Liu Bei. À ce stade, l'armée de Guan Yu ne compte plus que quelques centaines d’hommes.
Quelques semaines après le début de la campagne, Guan Yu est donc isolé a Maicheng, entouré par les forces de Sun Quan sur trois côtés et par celles de Cao Cao du Nord. Acculé, il tente de briser l’encerclement avec ses derniers hommes, parmi lesquels on trouve son fils Guan Ping et son Commandant Zhao Lei. Leur tentative échoue et ils sont capturés lors d'une embuscade, au niveau de la ville de Zhang (章) par Zhu Ran et Pan Zhang, deux généraux de Sun Quan.

## Conséquences
Sun Quan demande à Guan Yu de se rendre, mais ce dernier refuse. Sur les conseils de ses proches, et craignant la menace que Guan Yu pourrait constituer, Sun Quan finit par ordonner que Guan Yu, Guan Ping et Zhao Lei soient exécutés à Linju (臨沮). Liao Hua se rend à Sun Quan, mais peu après, il feint d'être mort et s’échappe pour rejoindre Liu Bei.
Deux ans plus tard, en 221, Liu Bei attaque Sun Quan pour reprendre la Province de Jing et venger Guan Yu, c'est le début de la bataille de Xiaoting, qui est également connue sous le nom la bataille de Yiling.

## Ordre de bataille

### Troupes de Sun Quan
- Protecteur de la Droite de l'Armée / Général ayant la puissance du Tigre/ Commandant en Chef (左護軍 / 虎威將軍/大都督) Lü Meng
  - Lieutenant Général / Commandant de la Division de Gauche/ Vice Commandant en Chef (偏將軍 / 右部督／副都督) Lu Xun
  - Général Qui Attaque le Nord (征北將軍) Zhu Ran
  - Lieutenant Général (偏將軍) Pan Zhang
    - Major (司馬) Ma Zhong. Il capture Guan Yu, Guan Ping et Zhao Lei lors d'une embuscade

### Troupes de Liu Bei
- Général de l'Avant-Garde/Marquis de Hanshou (前將軍/汉寿侯) Guan Yu, capturé et exécuté
  - Guan Ping, capturé et exécuté
  - Zhao Lei, un commandant de la région(都督), servant sous les ordres de Guan Yu, capturé et exécuté
  - Liao Hua, se rend puis s'échappe pour aller rejoindre Liu Bei
- Shi Ren, chargé de la défense de Gong'an (公安) (se rend)
- Mi Fang, chargé de la défense de Jiangling (江陵)(se rend)
- Directeur Adjoint du Bureau du Quartier Général (治中從事) Pan Jun (se rend)
- Directeur Adjoint du Bureau de la Division (部從事) Fan Zhou (樊伷), refuse de se rendre et déclenche une révolte contre Sun Quan. Il échoue et finit capturé et exécuté
- Administrateur de Yidu (宜都郡守) Fan You (樊友)(échappe aux troupes de Sun Quan)
- Zhan Yan (詹晏)(se rend)

## La bataille dans leRoman des Trois Royaumes
Il existe quelques différences entre le déroulement réel de la bataille et la manière dont elle est racontée dans le Roman des Trois Royaumes, un roman historique écrit par Luo Guanzhong. La première d'entre elles concerne la prise de poste de Lu Xun après le départ de Lü Meng pour la Capitale. Xun écrit une lettre de manière très raffinée et subtile à Guan Yu, donnant l’impression que ses forces sont plus faibles que celles de Yu, ce qui prend ce dernier au dépourvu. La ruse de Xun fonctionne parfaitement et Guan Yu part en guerre l'esprit tranquille, pensant que ce général jeune et inexpérimenté ne représente pas une menace pour lui.